# لی جه هون
لی جه هون (کره‌ای: 이제훈؛ زادهٔ ۴ ژوئیه ۱۹۸۴) بازیگر اهل کره جنوبی است. کار خود را در فیلم‌های مستقل آغاز کرد، سپس در فیلم‌های تجاری مانند خط مقدم (۲۰۱۱)، معماری ۱۰۱ (۲۰۱۲)، پاپاروتی من (۲۰۱۳) و مجموعه‌های تلویزیونی مانند پادشاه مد (۲۰۱۲)، در مخفی (۲۰۱۴)، سیگنال (۲۰۱۶)، فردا با تو (۲۰۱۷)، سرزمین ستارگان (۲۰۱۸)، راننده تاکسی (۲۰۲۱) و نقل مکان به بهشت (۲۰۲۱) حضور یافت.

## فیلم‌شناسی

### فیلم
| سال  | عنوان                     | نقش                    | توضیحات                                    | منابع             |
| ---- | ------------------------- | ---------------------- | ------------------------------------------ | ----------------- |
| ۲۰۰۷ | آنها در شب زندگی می‌کنند   | سرباز شین              | فیلم کوتاه                                 |                   |
| ۲۰۰۷ | دارونما                   |                        | فیلم کوتاه                                 |                   |
| ۲۰۰۷ | رقبای شهر کوچک            | دوست چون سام           |                                            |                   |
| ۲۰۰۸ | آه من (아, 맨)            |                        | فیلم کوتاه                                 |                   |
| ۲۰۰۸ | تعطیلات مقدس              | کانگ یونگ وون          | فیلم کوتاه                                 |                   |
| ۲۰۰۹ | دوست معمولی؟              | سوک یی                 | فیلم کوتاه                                 |                   |
| ۲۰۰۹ | 언어생활                  | کیونگ مین              | فیلم کوتاه                                 |                   |
| ۲۰۰۹ | وقتی زمستان می‌آید         |                        | فیلم کوتاه                                 |                   |
| ۲۰۰۹ | چاله و آونگ               | یونگ سانگ ته           |                                            |                   |
| ۲۰۱۰ | تأثیر                     | سونجونگ                |                                            | [ ۱ ]             |
| ۲۰۱۰ | خدمتکار                   | سازنده هانبوک          |                                            |                   |
| ۲۰۱۰ | در جستجوی آقای سرنوشت     | وو هیونگ               |                                            |                   |
| ۲۰۱۰ | مالدیو اکسپرس             | اون سوک                | فیلم کوتاه                                 |                   |
| ۲۰۱۰ | یک سگ به سمت فلش من آمد   | پسر/مرد ۲۲ ساله        | فیلم کوتاه                                 |                   |
| ۲۰۱۰ | میس کمیونیکیشنز           | طراح کتاب              | فیلم کوتاه                                 |                   |
| ۲۰۱۰ | روح (با من باش)           | کیم سه یونگ            | بخش: «تاروت ۳ پنهانی»                      |                   |
| ۲۰۱۱ | شب دلگیر                  | کی ته                  |                                            |                   |
| ۲۰۱۱ | خط مقدم                   | کاپیتان شین ایل یونگ   |                                            |                   |
| ۲۰۱۲ | معماری ۱۰۱                | لی سونگ مین در گذشته   |                                            |                   |
| ۲۰۱۲ | رفتگرهای روح              | سوک هیون               |                                            |                   |
| ۲۰۱۲ | ظهور نگهبانان             | جک فراست (صدا)         | انیمیشن؛ دوبله کره‌ای                       |                   |
| ۲۰۱۳ | یک درس اخلاق              | کیم جونگ هون           |                                            |                   |
| ۲۰۱۳ | پاپاروتی من               | لی جانگ هو             |                                            |                   |
| ۲۰۱۳ | 늦은 후... 愛             |                        | فیلم کوتاه اعتبار به عنوان دستیار کارگردان | [ ۲ ]             |
| ۲۰۱۶ | کارآگاه شبح               | هونگ گیل دونگ          |                                            |                   |
| ۲۰۱۷ | شورشگری از یک مستعمره     | پارک یول               |                                            |                   |
| ۲۰۱۷ | من می‌توانم حرف بزنم       | پارک مین جه            |                                            |                   |
| ۲۰۱۸ | زمین: یک روز فوق‌العاده    | راوی                   | مستند بی‌بی‌سی                               | [ ۳ ]             |
| ۲۰۲۰ | زمان شکار                 | جون سوک                | فیلم نتفلیکس                               |                   |
| ۲۰۲۰ | دزدان مقبره               | کانگ دونگ گو           |                                            |                   |
| ۲۰۲۱ | آن‌فریمد – خوشحالی غم‌انگیز | کارگردان، فیلم‌نامه‌نویس | فیلم کوتاه واچا                            | [ ۴ ] [ ۵ ] [ ۶ ] |
| ۲۰۲۲ | ضبط دیگر: لی جه هون       | لی جه هون              | فیلم مستند                                 | [ ۷ ]             |
| ن/م  | فرار                      | لیم گیو نام            |                                            | [ ۸ ]             |
| ن/م  | نوریانگ                   |                        |                                            | [ ۹ ]             |
| ن/م  | مورال هازارد              |                        |                                            | [ ۱۰ ]            |

### مجموعه تلویزیونی
| سال       | عنوان           | نقش                  | توضیحات                | منابع  |
| --------- | --------------- | -------------------- | ---------------------- | ------ |
| ۲۰۱۰      | سه خواهر        | کیم اون گوک          |                        | [ ۱۱ ] |
| ۲۰۱۲      | پادشاه مد       | جونگ جه هیوک         |                        |        |
| ۲۰۱۴      | در مخفی         | یی سان               |                        |        |
| ۲۰۱۶      | سیگنال          | پارک هه یونگ         |                        |        |
| ۲۰۱۷      | فردا با تو      | یو سو جون            |                        |        |
| ۲۰۱۸      | سرزمین ستارگان  | لی سو یون            |                        |        |
| ۲۰۱۹      | دی‌ام‌زی – دیباچه | راوی                 | مجموعه مستند           | [ ۱۲ ] |
| ۲۰۲۰      | لیگ جذاب        | لی جه هون            | حضور افتخاری (قسمت ۱۶) | [ ۱۳ ] |
| ۲۰۲۱–۲۰۲۳ | راننده تاکسی    | کیم دو گی            | فصل ۱–۲                | [ ۱۴ ] |
| ۲۰۲۲      | وکیل یک دلاری   | بازیگر تاپ لی جه هون | حضور افتخاری (قسمت ۶)  | [ ۱۵ ] |
| ۲۰۲۴      | بازرس ارشد ۱۹۵۸ | پارک یونگ هان        |                        | [ ۱۶ ] |

### مجموعه اینترنتی
| سال  | منابع            | نقش        | توضیحات               | منابع         |
| ---- | ---------------- | ---------- | --------------------- | ------------- |
| ۲۰۲۱ | نقل مکان به بهشت | جو سانگ گو |                       | [ ۱۷ ]        |
| ۲۰۲۱ | کف (층)          | کانگ هو    | درام صوتی             | [ ۱۸ ] [ ۱۹ ] |
| ۲۰۲۳ | شرط‌بندی بزرگ     |            | حضور افتخاری (قسمت ۲) | [ ۲۰ ]        |

### برنامه تلویزیونی
| سال  | عنوان                                      | نقش               | توضیحات                            | منابع  |
| ---- | ------------------------------------------ | ----------------- | ---------------------------------- | ------ |
| ۲۰۱۹ | مسافر                                      | عضو گروه بازیگران | به همراه ریو جون یول               | [ ۲۱ ] |
| ۲۰۱۹ | ۱۹۱۹–۲۰۱۹، خاطرات                          | راوی              | قسمت ۷                             | [ ۲۲ ] |
| ۲۰۲۱ | اس‌بی‌اس اسپشال – عصر جاودانگی               | راوی              | قسمت: مرد یخی                      | [ ۲۳ ] |
| ۲۰۲۱ | فهرست آرزوهای تو، آیندهٔ زمین را تغییر بده! | راوی              | قسمت: اکتبر ۲۰۵۰، یک نامه از آینده | [ ۲۴ ] |

### میزبان
| سال  | عنوان               | توضیحات                            | منابع  |
| ---- | ------------------- | ---------------------------------- | ------ |
| ۲۰۱۸ | جوایز درامای اس‌بی‌اس | به همراه شین دونگ یوپ و شین هه سون | [ ۲۵ ] |